# شين جيبسون (كرة سلة)
شين جيبسون (بالإنجليزية: Shane Gibson)‏ مواليد 5 يناير 1990، هو لاعب كرة سلة أمريكي. بدأ مسيرته الاحترافية في سنة 2013. يلعب في الدوري البلغاري الوطني لكرة السلة كلاعب هجوم خلفي. يبلغ طوله 6 قدم 2 بوصة (1.9 م). لعب مع هاليفاكس هركينز في دوري كندا الوطني لكرة السلة.

## روابط خارجية
- شين جيبسون على موقع كرة السلة الأوروبية.كوم (الإنجليزية)
- شين جيبسون على موقع كلية كرة السلة في سبورتس رفرنس.كوم (الإنجليزية)
- شين جيبسون على موقع ريلجم (الإنجليزية)
- شين جيبسون على موقع بروبوليرز (الإنجليزية)
- شين جيبسون على موقع سبورتس رفرنس (الإنجليزية)